# Shahrestān-e Arzū‘īyeh
Shahrestān-e Arzū‘īyeh (persiska: شهرستان ارزوئیه, ارزوئیه) är en delprovins (shahrestan) i Iran.   Den ligger i provinsen Kerman, i den sydöstra delen av landet, 900 km sydost om huvudstaden Teheran.
Delprovinsen hade 38 510 invånare 2016.